# 미소의 너는 태양이야/너 대신은 없지 않아/What is LOVE?
《에가오노 기미와 타이요우사/기미노 카와리와 이야시나이/What is LOVE?》(笑顔の君は太陽さ/君の代わりは居やしない/What is LOVE? 미소의 너는 태양이야/너 대신은 없지 않아/What is LOVE?[*])는 2014년 1월 29일 발매된 모닝구무스메'14의 쉰다섯 번째 싱글이다.

## 개요
- 모닝구무스메의 첫 트리플 A 사이드 (A면) 싱글.
- 초회한정반 A, B, C, D, 통상반 A, B의 6 형태로 발매.
- 초회한정반 A, B, C에는 DVD가 같이 수록되고 있다.
- 모든 초회한정반에는 이벤트 추첨 일련 번호 카드가 봉입되고 있다.
- 싱글 곡 중 "君の代わりは居やしない"는 "2014년 소치 동계 올림픽" 일본 대표 선수단 공식 응원송을 기용하였고, "What is LOVE?"는 NHK 월드 "J-MELO" 2013년 10월 ~ 12월 엔딩 테마를 기용하였다.

## 수록곡

### CD
1. 笑顔の君は太陽さ
작사, 작곡 : 층쿠 / 편곡 : 오쿠보 카오루
2. 君の代わりは居やしない
작사, 작곡 : 층쿠 / 편곡 : 오쿠보 카오루
3. What is LOVE?
작사, 작곡 : 층쿠 / 편곡 : 오쿠보 카오루
4. 笑顔の君は太陽さ (Instrumental)
5. 君の代わりは居やしない (Instrumental)
6. What is LOVE? (Instrumental)

### DVD
초회한정반 A
1. 笑顔の君は太陽さ (Music Video)
2. 笑顔の君は太陽さ (Close-up Ver.)

초회한정반 B
1. 君の代わりは居やしない (Music Video)
2. 君の代わりは居やしない (Dance Shot Ver.)

초회한정반 C
1. What is LOVE? (Music Video)
2. What is LOVE? (Dance Shot Ver.)

초회한정반 D
1. 笑顔の君は太陽さ (댄스 레슨 비디오)
2. 笑顔の君は太陽さ (Dance Shot Ver.)
3. 笑顔の君は太陽さ/君の代わりは居やしない (메이킹 & 오프샷 영상)

## 차트
- 일간최고순위 1위 (오리콘 차트)
- 주간최고순위 1위 (오리콘 차트)